# Chengzhong, Guangdong
Chengzhong (kinesiska: 城中) är ett stadsdelsdistrikt i sydöstra Kina. Det ligger i Sihui i staden Zhaoqing i provinsen Guangdong, omkring 63 kilometer väster om provinshuvudstaden Guangzhou. Antalet invånare är 101 428. Befolkningen består av 46 131 kvinnor och 55 297 män. Barn under 15 år utgör 13,0 %, vuxna 15-64 år 78 %, och äldre över 65 år 7,0 %.